# Nyoma truncatipennis
Nyoma truncatipennis är en skalbaggsart som först beskrevs av Stefan von Breuning 1959.  Nyoma truncatipennis ingår i släktet Nyoma och familjen långhorningar. Inga underarter finns listade i Catalogue of Life.